# ジェイミー・バートレット

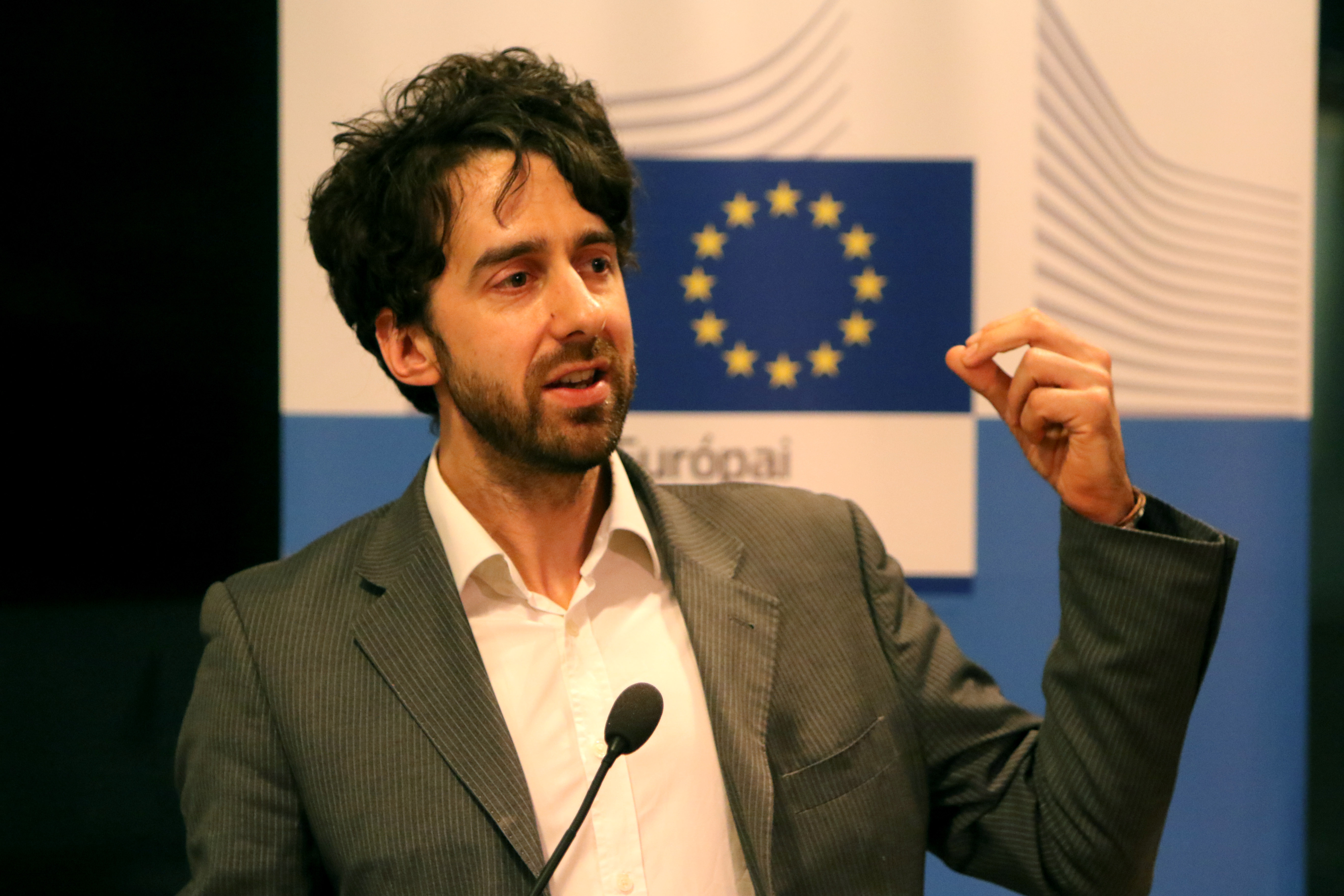
ジェイミー・バートレット、2015年12月15日撮影。

ジェイミー・バートレット（Jamie Bartlett）は、『デイリー・テレグラフ』紙のジャーナリスト、テクノロジー関係のブロガーであり、イギリスのシンクタンクであるデモスを代表してサセックス大学との共同プロジェクトである「ソーシャルメディア分析センター (The Centre for the Analysis of Social Media)」のディレクターを務めている。
2013年、バートレットはデモスを代表してベッペ・グリッロが結成したイタリアの五つ星運動の台頭について取材し、この新政党の出現とソーシャルメディアの利用について記録した。
2014年には、『闇（ダーク）ネットの住人たち (The Dark Net)』と題した本を公刊し、広い意味でのダークネットやダークウェブや、アンダーグラウンドないし公然たるサブカルチャー、例えば、ソーシャルメディア、人種主義、カムガール、自傷行為のインターネットコミュニティ、ダークネット・マーケットにおける薬物取引、クリプトアナーキズム（暗号自由主義）、トランスヒューマニズムなどを取り上げている。
バートレットは、オンライン過激派や、表現の自由、ウィキペディア、Twitter、Facebookにおけるソーシャルメディアの諸潮流について常々記事を書いている。

## おもな著作
- The Dark Net: Inside the Digital Underworld, 2014
  - 日本語訳: (星水裕 訳) 闇（ダーク）ネットの住人たち デジタル裏世界の内幕、CCCメディアハウス、2015年
- Orwell versus the Terrorists: A Digital Short, 2015
- Radicals Chasing Utopia: Inside the Rogue Movements Trying to Change the World, 2017 改題 Radicals: Outsiders Changing the World
  - 日本語訳: (中村雅子 訳) ラディカルズ 世界を塗り替える<過激な人たち>、双葉社、2019年
- The People Vs Tech: How the Internet Is Killing Democracy (and How We Save It), 2018
  - 日本語訳: (秋山勝 訳) 操られる民主主義: デジタル・テクノロジーはいかにして社会を破壊するか、草思社、2020年